# Marco Sanchez
Marco Sanchez (* 9. Januar 1970 in Los Angeles, Kalifornien) ist ein US-amerikanischer Schauspieler und Produzent. Bekannt wurde er durch eine der Hauptrollen in SeaQuest DSV und Gastauftritte in Navy CIS.

## Leben
Marco Sanchez ist der Sohn kubanischer Eltern und hat drei ältere Geschwister. Er wuchs in Palm Desert, Kalifornien auf. Schon während seiner Schulzeit hat er sich mit Schauspielerei und Theater beschäftigt.
Ab 1988 besuchte Sanchez die University of California, Los Angeles, dort machte er 1992 seinen Bachelor of Arts. Im Sommer 1989 belegte er einen Kurs in der British-American Drama Academy in Oxford, England. 1991 war er Mitbegründer der Buffalo Nights Theater Company. Dadurch stand er mehrfach auf der Theaterbühne.
1990 hatte er seinen ersten Fernsehauftritt in einer Folge von Unter der Sonne Kaliforniens. Von 1993 bis 1995 spielte Sanchez eine Hauptrolle in der Sci-Fi-Serie seaQuest DSV. Eine wiederkehrende Nebenrolle hatte er in der Action-Serie Walker, Texas Ranger, als Carlos Sandoval. Diese Rolle spielte Sanchez auch in dem Spin-off Sons of Thunder, die Serie wurde allerdings nach einer Staffel nicht verlängert.
2006 gründete er mit Noah Veneklasen und Michael Goorjian Lyceum Films, eine Produktionsfirma. Er war Produzent für Kurzfilme und Videos. 2012 produzierte er Filme, für eines schrieb er auch das Drehbuch.
Hauptsächlich spielte Sanchez Gastrollen in verschiedenen Fernsehserien, aber auch manchmal Nebenrollen in Kinofilmen. 2010 hatte er Gastauftritte in der Erfolgsserie Navy CIS, 2014 spielte er noch einmal in einer Folge mit.
Marco Sanchez lebt mit seiner Frau und seiner Tochter in Los Angeles.

## Filmografie (Auswahl)

### Schauspieler
Filme
- 1993: Rauchende Colts: Der lange Ritt (Gunsmoke: The Long Ride)
- 2000: Gnadenloses Duell (The Last Debate)
- 2002: Die Entscheidung – Eine wahre Geschichte (The Rookie)
- 2003: Traumpaar wider Willen (Between the Sheets)
- 2004: Illusion
- 2005: Edison
- 2006: Flirt
- 2007: Richard III.
- 2008: Diamonds and Guns
- 2011: Super 8
- 2012: Tales of Everyday Magic
- 2012: My Greatest Teacher
- 2013: Star Trek Into Darkness
- 2017: Amerikas meistgehasste Frau (The Most Hated Woman in America)
- 2022: Call of the Clown Horn (Kurzfilm)

Fernsehserien
- 1990–1991: Unter der Sonne Kaliforniens (Knots Landing, 4 Folgen)
- 1991: In der Hitze der Nacht (In the Heat of the Night, Folge 5x06)
- 1993–1995: SeaQuest DSV (44 Folgen)
- 1995: Eine schrecklich nette Familie (Married with Children, Folge 10x02)
- 1996: Party of Five (Folge 2x11)
- 1996: Mord ist ihr Hobby (Murderer, She Wrote, Folge 12x13)
- 1997: Pacific Blue – Die Strandpolizei (Pacific Blue, Folge 3x11)
- 1997–1999: Walker, Texas Ranger (16 Folgen)
- 1999: Sons of Thunder (6 Folgen)
- 2000: JAG – Im Auftrag der Ehre (JAG, Folge 5x14)
- 2000: Pretender (The Pretender, Folge 4x12)
- 2001: Charmed – Zauberhafte Hexen (Charmed, Folge 3x12)
- 2002: Providence (Folge 5x03)
- 2003: Emergency Room – Die Notaufnahme (ER, Folge 9x21)
- 2003: Star Trek: Enterprise (Folge 3x01)
- 2003: 24 (Folge 3x08)
- 2005: CSI: NY (Folge 1x13)
- 2005: Hot Properties – Gut gebaut und noch zu haben (Hot Properties, Folgen 1x05, 1x12)
- 2006, 2019: Criminal Minds (Folge 2x04, 14x15)
- 2006: Desperate Housewives (Folge 3x05)
- 2006: Ghost Whisperer – Stimmen aus dem Jenseits (Ghost Whisperer, Folgen 2x06, 2x08)
- 2007: Two and a Half Men (Folge 4x12)
- 2007: CSI: Miami (Folge 5x16)
- 2009: The Mentalist (Folge 1x13)
- 2009: Bones – Die Knochenjägerin (Bones, Folge 4x13)
- 2010–2018: Navy CIS (NCIS, 7 Folgen)
- 2011: Law & Order: LA (Folge 1x20)
- 2013: The Secret Life of the American Teenager (Folgen 5x14–5x15)
- 2013: The Client List (6 Folgen)
- 2013: Switched at Birth (Folge 2x17)
- 2014: Murder in the First (Folge 1x04)
- 2015: CSI: Cyber (Folge 2x02)
- 2016: Rosewood (Folge 1x13)
- 2017: Lucifer (Folge 3x01)
- 2017: MacGyver (Folge 2x01)
- 2018: 9-1-1: Notruf L.A. (9-1-1, Folge 1x09)
- 2018: Get Shorty (Folgen 2x07–2x08)
- 2019: Nick für ungut (No Good Nick, 3 Folgen)

### Produzent
- 2006: Player’s Club (Kurzvideo)
- 2007: The War Prayer (Kurzfilm, Drehbuch)
- 2009: Ambition to Meaning: Finding Your Life’s Purpose
- 2012: Entaglement (Fernsehfilm)
- 2012: My Greatest Teacher
- 2012: Painting the Future
- 2012: Tales of Everyday Magic